# Synarmadilloides nitidus
Synarmadilloides nitidus is een pissebed uit de familie Eubelidae. De wetenschappelijke naam van de soort is voor het eerst geldig gepubliceerd in 1912 door Gustav Budde-Lund.